# Neusa Kunhã Takuá
Neusa Kunhã Takuá, indígena, ativista pelos direitos dos povos indígenas e vice-cacique da aldeia Tekohá Dje’y, da etnia Guarani Ñandewa. Sua aldeia fica em Rio Pequeno, na cidade de Paraty.

## Biografia
Neusa nasceu no Mato Grosso do Sul, mas mudou-se antes de completar seu primeiro ano de vida, juntamente com sua família, para a aldeia Boa Esperança, no Espirito Santo. Após quatro anos, mudaram-se novamente para Paraty, no Rio de Janeiro. Sua família fazia artesanato para vender na cidade e cultivava em um pequeno espaço que tinham, apenas para subsistência. Após alguns anos, o pai de Neusa conseguiu juntar dinheiro e comprou oito hectares de terra na comunidade do Rio Pequeno, região rural da cidade de Paraty. Neusa e sua família construíram sua própria casa, e apenas 3 anos mais tarde, mudaram-se para a aldeia Tekohá Dje’y. Na época, ela e seus irmãos caminhavam mais de sete quilômetros ao sair da aldeia para chegar na estrada e pegar um ônibus que os levava para a escola.
Naquela mesma época, Neusa já acompanhava o pai nas reuniões e movimentos indígenas, e cresceu ouvindo sobre a importância do território para a sua sobrevivência e de seu povo.
No ano de 2017 a Funai reconheceu a ocupação dos 2370 hectares de terra indígena do Rio Pequeno. Após o reconhecimento, Neusa conta que sua aldeia foi alvo de ataques. No entanto, o processo de demarcação ficou estagnado durante o governo do ex-presidente Jair Bolsonaro. No ano de 2018, João, irmão de Neusa e vice-cacique da aldeia Tekohá Dje’y, foi morto. Após a sua morte, a aldeia decidiu nomear a indígena como vice-cacique no lugar de João.
Em 2020 a aldeia de Neusa foi alvo de ataques, e tiveram que pedir abrigo em aldeias vizinhas. Devido aos ataques, Neusa foi inserida no programa de proteção aos defensores dos direitos humanos do Estado do Rio de Janeiro. Em depoimento à jornalista Kizzy Bortolo, a ativista contou que:
| “ | Fui ameaçada por um posseiro, em plena luz do dia, dentro do supermercado de Paraty. Nós, que somos o povo originário desse território. Que estamos apenas tentando sobreviver dentro dessa guerra gerada pelo homem branco. A verdade é que sentimos na pele a dor de perder nossos líderes indígenas. É muito triste ver nossas crianças convivendo com violência tão de perto no seu dia a dia. Hoje, o governo também influencia a população a gerar violência contra nós, contra os quilombolas, contra os pobres, contra as periferias em geral, a sociedade carente e vulnerável. | ” |
|   | — Neusa Kunhã Takuá. |   |